# Калдор, Авраам
Авраам Калдор (ивр. אברהם קלדור‎, англ. Avraham Kaldor, род. 20 мая 1947, Иерусалим) — израильский шахматист, международный мастер (1975).

## Биография
Сын Самуила и Рахили Калдоров (Кальтеров), переехавших в Палестину из Польши в середине 1930-х гг.
Служил в десантной бригаде Армии обороны Израиля.
Участник нескольких чемпионатов Израиля. Лучший результат — дележ 2—5 мест в чемпионате 1971 / 72 гг. (о дополнительных мероприятиях, направленных на распределение призов, информации нет).
В составе сборной Израиля участник шахматной олимпиады 1972 г. (индивидуальная серебряная медаль на 4-й доске), предварительных соревнований командного чемпионата Европы 1977 г., командного чемпионата мира среди студентов 1971 г., международного матча со сборной Италии 1987 г.
Участник сильных по составу международных турниров в Нетании (1973 и 1976 гг.; в турнире 1976 г. разделил 1—2 места с И. И. Радашковичем).
В 1986 г., когда сборная Израиля бойкотировала шахматную олимпиаду в Дубае, был организатором альтернативного соревнования в Иерусалиме.
Работал директором по информационным системам в различных компаниях, в частности, в "Sano". Позже руководил сайтом Шахматной федерации Израиля.
Женат. Четверо детей.

## Основные спортивные результаты
| Год         | Город             | Соревнование                                                          | +  | − | = | Результат | Место    |
| ----------- | ----------------- | --------------------------------------------------------------------- | -- | - | - | --------- | -------- |
| 1969 / 1970 | Тель-Авив         | Чемпионат Израиля                                                     |    |   |   |           | 14       |
| 1971        | Пуэрто-Рико       | Командный чемпионат мира среди студентов (сборная Израиля, ?-я доска) |    |   |   |           |          |
| 1971 / 1972 | Хайфа — Тель-Авив | Чемпионат Израиля                                                     | 7  | 4 | 4 | 9 из 15   | 2—5      |
| 1972        | Скопье            | XX Олимпиада (сборная Израиля, 4-я доска)                             | 10 | 1 | 5 | 12½ из 16 | на доске |
| 1973        | Нетания           | Международный турнир                                                  | 5  | 8 | 2 | 6 из 15   | 12       |
| 1974        | Тель-Авив         | Чемпионат Израиля                                                     | 5  | 3 | 7 | 8½ из 15  | 5—8      |
| 1976        | Афины             | Полуфинал командного чемпионата Европы (сборная Израиля, ?-я доска)   |    |   |   |           |          |
|             | Нетания           | Международный турнир                                                  | 6  | 2 | 3 | 7½ из 11  | 1—2      |
| 1987        | Тренто            | Матч Италия — Израиль (против Э. Арланди)                             |    | 1 |   |           |          |

## Изменения рейтинга
| Графики недоступны из-за технических проблем. См. информацию на Фабрикаторе и на mediawiki.org. |